# Artec 3D
Artec 3D est un développeur et fabricant de matériel et logiciel de scan 3D,.

## Description
La société est un groupe international, dont le siège social se trouve au Luxembourg, avec des filiales aux États-Unis (Santa Clara), Montenegro (Bar) et en Chine (Shanghai). Les produits et services Artec 3D sont utilisés dans différentes industries y compris l’ingénierie, la santé, les médias et le design, les loisirs, l’éducation, la mode et la préservation du patrimoine,,,,. En 2013, Artec 3D a lancé un système de scan complet du corps automatisé, Shapify.me, qui crée des portraits 3D appelés « Shapies »,,,,,.

## Technologie
Les scanners 3D capturent la géométrie d’objets et peuvent produire un modèle numérique en trois dimensions. Les scanners Artec 3D sont des scanners à lumière structurée. Ils fonctionnent en projetant de la lumière en suivant un motif, habituellement sous la forme de multiples faisceaux parallèles, sur un objet. En projetant le motif en grille sur l’objet, les scanners peuvent capturer la déformation ou la distorsion sous des angles multiples et ensuite calculer la distance à des points spécifiques sur l’objet en utilisant la triangulation. Les coordonnées tridimensionnelles obtenues sont utilisées pour reconstruire numériquement l’objet du monde réel. Les scanners à lumière utilisent soit la lumière bleue soit la lumière blanche, ce qui est utilisé par les scanners Artec. Le choix de la lumière n’a pas d’impact sur les processus ou concepts derrière la technologie.

## Matériel
Eva
Eva est un scanner portable couleur, sorti en 2012, qui peut capturer et traiter jusqu’à deux millions de points par seconde. Le scanner a été conçu pour la capture d’objets moyens à grands. L’appareil a une zone de scan de 214x148 mm à distance la plus proche et de 536x371 mm au plus éloigné, une résolution 3D allant jusqu’à 0,5 mm et une précision de point 3D de 0,1 mm. Eva peut travailler à des distances de 0,4 m à 1 m de l’objet, capturant jusqu’à 16 images par seconde. Les données peuvent être exportées aux formats OBJ, PLY, WRL, STL, AOP, ASCII, PTX, E57, ou XYZGRB. Eva n’a pas besoin de période de préchauffage et peut être utilisé dès qu’il est allumé. Depuis 2020, il est possible de sélectionner le Mode HD dans Artec Studio, permettant de doubler la résolution des scans et de numériser des détails beaucoup plus complexes.
Spider
Spider est un scanner couleur portable, sorti en 2013, conçu pour capturer des objets plus petits et complexes avec une résolution et une précision élevées. L’appareil a une résolution 3D aussi haute que 0,1 mm et une précision de point allant jusqu’à 0,05 mm. Le Spider n’a pas besoin de marqueur ou d’alignement manuel durant le post-traitement. Il a besoin d’un temps de préchauffage de 30 minutes pour obtenir une précision maximale. Les scans obtenus peuvent être exportés sous de nombreux formats de fichiers, y compris OBJ et STL.
Space Spider
Space Spider est un scanner couleur portable sorti en 2015. Le Space Spider utilise une source de lumière LED bleue et a une résolution 3D allant jusqu’à 0,1 mm avec une précision de 0,05 mm. Il travaille à des distances comprises entre 170 mm et 350 mm d’un objet. L’appareil a été initialement développé pour une utilisation dans la Station spatiale internationale et incorpore un système de contrôle de température pour prévenir la surchauffe, un problème commun pour les appareils électroniques dans l’espace. Le scanner a besoin d’une période de préchauffage de trois minutes pour obtenir une précision maximale et peut garantir cette précision même après plusieurs heures d’utilisation continue.
Ray
Ray est un scanner 3D transportable conçu pour capturer des objets larges ainsi que des surfaces de manière détaillée jusqu’à 110 mètres de distance. Commercialisé depuis 2018, Ray produit des scans d’une précision submillimétrique (jusqu’à 0,7mm) avec un minimum de bruit numérique, requérant considérablement moins de temps en post-traitement. Artec Ray convient pour la rétro-ingénierie et les tâches d’inspection, ainsi que pour la préservation du patrimoine, que ce soit à l’intérieur ou à l’extérieur. Cette solution LIDAR compacte (moins de 5 kg) est mobile, grâce à sa batterie interne qui permet de scanner sur place pendant 4 heures. La couleur est fournie par deux capteurs intégrés de 5 mégapixels. Les scans sont créés directement avec le logiciel Artec Studio, qui propose une large gamme d’outils de post-traitement. Les scans peuvent aussi être exportés vers Geomagic Design X pour plus d’options de traitement. Il est aussi possible de contrôler Ray à distance avec un iPhone ou un iPad grâce à l’application Artec Remote (Wi-Fi). Artec Remote permet à l’utilisateur de prévisualiser, sélectionner une ou plusieurs zones d’action, scanner et sauvegarder directement sur une carte SD, ainsi que de changer les paramètres de scan et de voir les informations de la batterie et du scanner.
Shapify Booth
Le Shapify Booth est une cabine de scan automatique complet du corps dévoilée en 2014 qui contient quatre scanners portables Artec et une plateforme fixe. Les scanners 3D tournent autour d’une personne à 360 degrés pour capturer 700 surfaces en 12 secondes. Les données capturées sont ensuite automatiquement transformées en un modèle 3D en vraies couleurs imprimable en environ 5 min,,,. Les Shapify Booths peuvent être achetés ou loués par des entreprises dans le monde entier.
Broadway 3D
Broadway est le système biométrique de reconnaissance faciale développé par Artec sous la marque Artec ID. L’appareil est équipé d’un système de vision et différencie les géométries nuancées avec une précision allant jusqu’à une fraction de millimètre. Il ne demande que moins d’une seconde pour une reconnaissance faciale et a un temps d’enregistrement de deux secondes. Broadway 3D offre une distance de travail de 0,8  à   1,6 m et peut reconnaître jusqu’à 60 personnes par minute. La technologie a été utilisée par l’aéroport international de Sochi pour améliorer la sécurité en vue des Jeux Olympiques d’hiver de 2014.
Leo
Lancé en 2018, Leo est un scanner 3D couleur portable et ergonomique équipé d’un traitement automatique embarqué. Leo est doté d’un écran tactile qui permet à ses utilisateurs de regarder en temps réel la réplique 3D de l’objet scanné prendre vie. En faisant pivoter le modèle et en zoomant, l’utilisateur peut vérifier si des zones manquent, ce qui garantit une acquisition totale des données en un scan. Avec une distance de travail de 0,35 – 1,2 m, Leo est un scanner professionnel  très rapide conçu pour tout numériser, de pièces minuscules à de vastes zones telles que des scènes de crime ainsi que des équipements lourds. Il a un champ de vision angulaire de 38,5 × 23° et une zone de capture du volume de 160 000 cm3. La vitesse d’acquisition des données atteint les 3 millions de points/seconde. Leo ne nécessite aucune cible et fonctionne aussi bien en plein jour que dans l’obscurité la plus totale, et toutes les conditions de visibilité intermédiaires. Entièrement mobile et sans fil ; aucun câble nécessaire. L’utilisation de cartes mémoire SSD permet des numérisations illimitées. Construit sur la plateforme Nvidia Jetson TX1, avec  un processeur quadricœur ARM Cortex-A57 MPCore, un processeur graphique 1 téraFLOPS Nvidia Maxwell avec 256 cœurs Nvidia Cuda ; un système inertiel intégré à 9 degrés de liberté, avec un accéléromètre, un gyroscope et une boussole qui permettent à Leo de toujours connaître sa position physique et son environnement.  
Micro
Micro est un scanner 3D de bureau automatique conçu pour créer des copies numériques de très petits objets. Sorti en 2019, Micro est doté de caméras couleurs jumelles synchronisées avec son système de rotation à deux axes pour le scan d’objets dont les dimensions peuvent atteindre 90 mm x 60 mm x 60 mm. Utilisant la technologie de la lumière bleue, Micro a une précision 3D allant jusqu’à 10 micromètres, et exporte les fichiers dans des formats populaires tels que STL, OBJ, et PTX. Il suffit à l’utilisateur de placer l’objet sur le plateau de scan de Micro, puis de choisir une des trajectoires de scan présélectionnées ou de créer la sienne, pour que le scan puisse commencer. Choix populaire pour le contrôle qualité et la rétro-ingénierie de très petits objets, Micro peut également servir pour la dentisterie et la joaillerie, et bien plus.

## Logiciels
Artec Studio
Artec Studio est un logiciel pour le scan et post-traitement 3D. Les données sont capturées et séparées en plusieurs « scans », qui sont ensuite traités et fusionnés en un modèle 3D. Studio inclut un mode de post-traitement entièrement automatique appelé « Pilote Automatique », qui guide l’utilisateur à travers une série de questions liées aux caractéristiques de l’objet étant scanné et fournit l’option d’être guidé tout au long du processus de post-traitement,. Le mode Pilote Automatique alignera automatiquement les scans dans un système de coordonnées globales, déterminera quels algorithmes utiliser pour le post-traitement, nettoiera les données capturées et enlèvera les surfaces de base,. Lorsque c’est terminé, les données de scan peuvent être directement exportées vers Geomagic Design X de 3D Systems et SolidWorks pour un traitement plus poussé en CAO. En octobre 2020, le Mode HD a été intégré à l'interface d'Artec Studio. Grâce à l'intelligence artificielle, cette fonctionnalité permet aux scanners Artec de capturer des détails subtils et complexes avec une précision exceptionnelle.
Artec ScanApp
Artec ScanApp est une application Mac OS X qui permet aux données d’être capturées d’un scanner Artec 3D Eva vers un ordinateur Macintosh. Les données collectées avec ScanApp peuvent être traitées dans le logiciel, ou exportées vers un PC Windows pour traitement plus poussé avec Artec Studio,.
Artec Scanning SDK
Le SDK de scan Artec est un kit de développement logiciel (Software Development Kit ou SDK) qui permet aux personnes ou sociétés d’adapter des applications existantes ou d’en développer de nouvelles pour travailler avec les scanners 3D portables Artec,.

## Industries et applications
Les scanners portables et logiciels 3D Artec ont été utilisés dans différents secteurs industriels. Des exemples d’applications industries spécifiques incluent:
Ingénierie et fabrication, pour créer des modèles numériques de
- Canalisations par un fournisseur d’eau et de systèmes d’égouts, Thames Water, de manière à évaluer leur état et hiérarchiser leur maintenance[43],[44];
- Le sol de voitures pour la création de tapis de sol sur mesure par Nika Holding, une société qui crée des accessoires automobiles sur mesure[5].

Santé, pour créer
- Des casques de protection pour bébés atteints de Plagiocéphalie Positionnelle par la London Orthotic Consutlancy[45];
- Des prothèses et orthèses sur mesure[46];
- Des masques faciaux pré et post chirurgie pour des patients subissant des opérations esthétiques, plastiques et reconstructives[47].

Science et Éducation, pour aider à la recherche mondiale et préserver numériquement
- Les restes fossilisés d’un crocodile, un éléphant et une tortue vieux de 1.8 million d’années dans le bassin du Turkana au nord-est du Kenya par l’Institut du Bassin du Turkana et Louise Leakey[48];
- 55 modèles d’oiseaux éteints ou menacés dont l’aigle impérial oriental, l’aigle à queue blanche et la chouette boréale avec un plateforme commerciale d’impression 3D, Threeding[49];
- 500 sites du patrimoine culturel (dont le Baôli de Rani ki vav en Inde et le Washington Monument) et la collection de reliefs assyriens du British Museum, en collaboration avec une ONG internationale, CyArk[50];
- Des collections d’artefacts historiques et religieux du Musée d’Histoire de Stara Zagora, les Musées d’Histoire Régionale de Varna et Pernik, et le Musée National d’Histoire Militaire (Bulgarie) en collaboration avec Threeding[51],[52];
- Des squelettes fossiles de l’espèce Homo naledi dans la chambre Dinaledi du système de grottes Rising Star près de Johannesburg, Afrique, par l’Université de Witwatersrand[53];
- Des crânes de vache, cerf, renard, de lynx et d’homme pour créer un musée de crânes interactif au laboratoire de visualisation de l’Université de St Cloud au Minnesota, permettant aux étudiants et enseignants d’examiner des objets autrement trop fragiles pour être tenus[54].
- Des artefacts historiques par des étudiants de 11e et 12e année à l’Institut Mid-Pacific dans le cadre de son cours d’Études en Muséologie[55].[source insuffisante]

Art et Design, pour capturer numériquement
- Le Président Barack Obama pour la création du premier buste présidentiel imprimé en 3D[56] ;
- La tête sculptée d’un dinosaure pour le film Jurassic World, qui a permis de la remettre à l’échelle comme c’était nécessaire pour les besoins du film[57];
- La tête de Stephen Colbert, qui a été clonée pour la publicité pour Wonderful Pistachio qui a été diffusée durant le Super Bowl 2016[58];
- Le présentateur télé Larry King, l’ancien président et directeur de Marvel Comics, Stan Lee, et la chanteuse, compositrice et actrice Christina Milian, pour la création de figurines miniatures par CoKreeate[59].